# Jones County (South Dakota)
Jones County ist ein County im Bundesstaat South Dakota der Vereinigten Staaten. Das U.S. Census Bureau hat bei der Volkszählung 2020 eine Einwohnerzahl von 917 ermittelt. Benannt ist es nach dem Politiker George W. Jones.

## Geographie
Das County hat eine Fläche von 2517 Quadratkilometern; davon sind 3 Quadratkilometer (0,12 Prozent) Wasserflächen. Er ist in 13 Townships eingeteilt: Buffalo, Draper, Dunkel, Grandview, Kolls, Morgan, Mullen, Mussman, Okaton, Scovil, South Creek, Williams Creek und Zickrick; sowie vier unorganisierte Territorien: Central Jones, North Jones, Rich Valley und Westover.

## Geschichte
Das County wurde am 15. Januar 1916 gegründet und die Verwaltungsorganisation am 16. Januar 1917 abgeschlossen. Es wurde nach dem gleichnamigen County in Iowa benannt, dessen Name auf den Politiker George W. Jones zurückgeht.

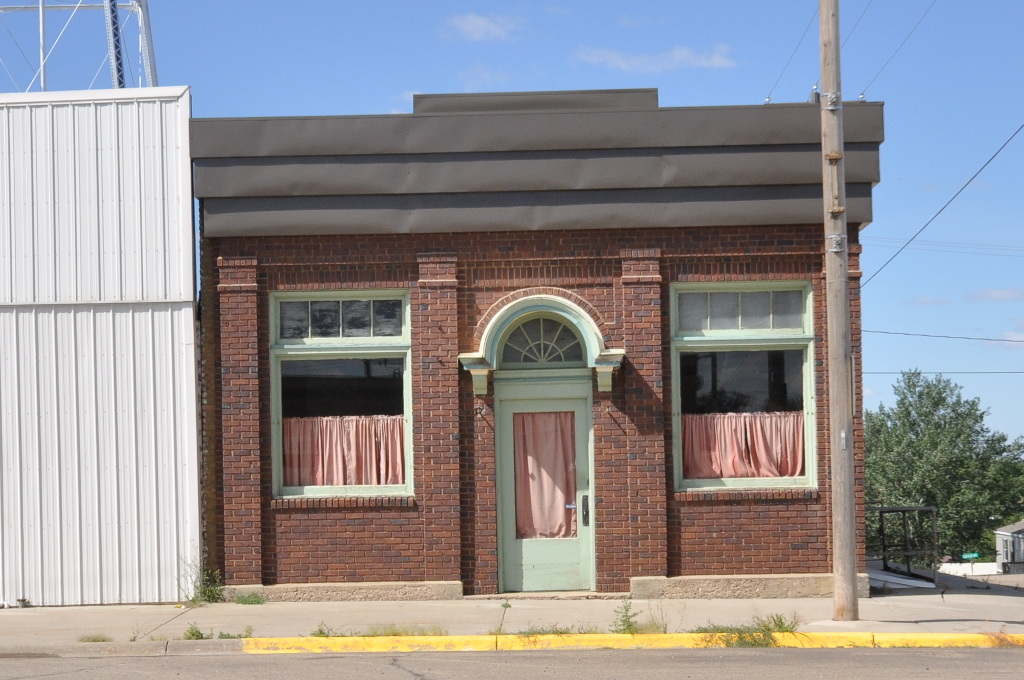
Die Murdo State Bank ist einer von fünf Einträgen des Countys im NRHP.

Fünf Bauwerke und Stätten des Countys sind im National Register of Historic Places (NRHP) eingetragen (Stand 2. August 2018).

## Bevölkerungsentwicklung

| 1920 | 1930 | 1940 | 1950 | 1960 | 1970 | 1980 | 1990 | 2000 | 2010 | 2020 |
| ---- | ---- | ---- | ---- | ---- | ---- | ---- | ---- | ---- | ---- | ---- |
| 3004 | 3177 | 2509 | 2281 | 2066 | 1882 | 1463 | 1324 | 1193 | 1006 | 917  |

## Städte und Gemeinden
Städte (cities)
- Murdo

Gemeinden (towns)
- Draper

Census-designated places
- Okaton